# Through the Never (film)
Cet article concerne le film de Nimród Antal. Pour la chanson de Metallica, voir Through the Never.
Pour plus de détails, voir Fiche technique et Distribution.
Through the Never est un film américain réalisé par Nimród Antal, sorti le 9 octobre 2013.

## Synopsis
Alors que Metallica donne un concert pour les fans dans une arène à guichets fermés, un jeune roadie du nom de Trip est envoyé en mission récupérer un objet pour le groupe. Cependant, sa tâche se transforme en une odyssée surréaliste lorsque son véhicule percute une autre voiture. Il se retrouve alors face à un cavalier de la mort. Il n'a que son intelligence pour contrer le cavalier et livrer la cargaison.

## Fiche technique
- Titre : Through the Never
- Réalisation : Nimród Antal
- Scénario : Nimród Antal
- Production : Charlotte Huggins
- Directeur de la photographie : Gyula Pados
- Monteur : István Király
- Costumière : Carla Hetland
- Distribution France : Chrysalis Films
- Budget total : 36 000 000 de dollars[2]
  - Budget de production : 18 000 000 de dollars[2]
  - Budget publicitaire : 18 000 000 de dollars[2]
- Pays d'origine :  États-Unis
- Genre : Film de concert et docufiction
- Durée : 93 minutes
- Dates de sortie : 
  - États-Unis : 27 septembre 2013 (IMAX), 4 octobre 2013
  - France : 9 octobre 2013

## Développement
Le film a été tourné en IMAX et en 3D. Les prises de vue ont été faites lors de concerts à Vancouver et à Edmonton en août 2012. Metallica: Through the Never a été présenté en première internationale au Festival international du film de Toronto 2013. Le film sort dans les salles IMAX aux États-Unis, le 27 septembre 2013, commémorant ainsi le 27e anniversaire de la mort de l'ancien bassiste de Metallica, Cliff Burton. Il sort le 4 octobre dans le reste du pays. En France la sortie du film se fait le 9 octobre 2013.
À noter que ce concert était sans doute l'un des plus gros de la carrière du groupe. En effet la scène mesure 60 mètres de long sur 20 mètres de large. Le concert retrace toutes les anciennes tournées du groupe avec notamment une chaise électrique entourée par 4 bobines de Tesla lui balançant des éclairs pour Ride the lightning, Lady Justice (Doris) qui fait son apparition durant ..And Justice For All, L'explosion de la scène pour Enter Sandman, et sans oublier le plus grand effet pyrotechnique jamais réalisé pour One.
Pendant le concert (entièrement filmé, tout comme le reste du film, à Edmonton, dans l'état d'Alberta, au Canada), ...And Justice for All se voit amputée de son deuxième couplet et seules les intros (dont une partie en samples) de Battery et de Wherever I May Roam sont jouées.

## Distribution
- James Hetfield : lui-même
- Lars Ulrich : lui-même
- Kirk Hammett : lui-même
- Robert Trujillo : lui-même
- Dane DeHaan : Trip
- Toby Hargrave : Big Man

## Bande son
La bande son officielle du film, éditée chez Blackened Recordings, est disponible à partir du 24 septembre 2013.
| 1.  | The Ecstasy of Gold     | 3:22 |
| 2.  | Creeping Death          | 6:36 |
| 3.  | For Whom the Bell Tolls | 5:09 |
| 4.  | Fuel                    | 4:29 |
| 5.  | Ride the Lightning      | 6:36 |
| 6.  | One                     | 7:27 |
| 7.  | The Memory Remains      | 4:39 |
| 8.  | Wherever I May Roam     | 6:44 |
| 9.  | Cyanide                 | 6:39 |
| 10. | ...And Justice for All  | 9:46 |

| 1. | Master of Puppets    | 8:36 |
| 2. | Battery              | 5:12 |
| 3. | Nothing Else Matters | 6:28 |
| 4. | Enter Sandman        | 5:31 |
| 5. | Hit the Lights       | 4:16 |
| 6. | Orion                | 8:28 |